# Olympische Winterspiele 1924/Teilnehmer (Belgien)
| Gelbes Symbol für Goldmedaillen mit stilisierten Olympischen Ringen | Graues Symbol für Silbermedaillen mit stilisierten Olympischen Ringen | Braundes Symbol für Bronzemedaillen mit stilisierten Olympischen Ringen |
| ------------------------------------------------------------------- | --------------------------------------------------------------------- | ----------------------------------------------------------------------- |
| —                                                                   | —                                                                     | 1                                                                       |

Belgien nahm an den Olympischen Winterspielen 1924 in Chamonix mit einer Delegation von 18 Athleten in 4 Sportarten teil. Das belgische NOK hatte 31 Sportler zu den Spielen gemeldet, von denen 18 an Wettkämpfen teilnahmen. Vier Sportler starteten in verschiedenen Sportarten (Siehe Teilnehmerliste).

## Teilnehmer
Die Eiskunstläufer Gérardine Herbos und Georges Wagemans waren mit 40 bzw. 43 Jahren die ältesten Teilnehmer Belgiens und zugleich Medaillenhoffnung im Paarlaufen. Am Ende wurden sie nur Fünfte. Dafür kam die Bronze-Medaille des Fünferbob I (Pilot Charles Mulder) umso überraschender. Das Eishockey-Team blieb in den Erwartungen und schied in der Vorrunde aus. Auch die Eisschnellläufer platzierten sich nur im hinteren Teil des Feldes.
Insgesamt sechs Athleten nahmen bereits zum zweiten Mal bei Olympischen Spielen teil:
- François Franck (1920 Eishockey)
- Gérardine Herbos (1920 Eiskunstlauf)
- Louis De Ridder (1920 Eishockey)
- Philippe Van Volckxsom (1920 Eishockey)
- Gaston Van Volxem (1920 Eishockey)
- Georges Wagemans (1920 Eiskunstlauf)

## Medaillen
Mit einer gewonnenen Bronzemedaille belegte das belgische Team Platz 10 im Medaillenspiegel.

### Medaillen nach Sportarten
| Medaillenspiegel Belgien |          |   |   |   |        |
| Platz                    | Sportart |   |   |   | Gesamt |
| 1                        | Bob      | – | – | 1 | 1      |

### Medaillengewinner

#### Bronze
| Namen                                                                                    | Sportart | F/M | Wettkampf         |
| ---------------------------------------------------------------------------------------- | -------- | --- | ----------------- |
| Charles Mulder, René Mortiaux, Paul Van den Broeck, Victor Verschueren und Henri Willems | Bob      |     | Vierer-/Fünferbob |

## Teilnehmer nach Sportarten

### Bob
| Athleten                                                                          | Wettbewerb | 1. Lauf     | 1. Lauf | 2. Lauf     | 2. Lauf | 3. Lauf     | 3. Lauf | 4. Lauf     | 4. Lauf | Endstand    | Endstand |
| Athleten                                                                          | Wettbewerb | Zeit        | Rang    | Zeit        | Rang    | Zeit        | Rang    | Zeit        | Rang    | Gesamtzeit  | Rang     |
| --------------------------------------------------------------------------------- | ---------- | ----------- | ------- | ----------- | ------- | ----------- | ------- | ----------- | ------- | ----------- | -------- |
| Männer                                                                            |            |             |         |             |         |             |         |             |         |             |          |
| Charles Mulder René Mortiaux Paul Van den Broeck Victor Verschueren Henri Willems | Fünferbob  | 1:29,89 min | 3       | 1:34,20 min | 3       | 1:29,98 min | 3       | 1:28,20 min | 3       | 6:02,29 min | 3        |

### Eishockey
| Wettbewerb   | Männer |
| ------------ | --- |
| Athleten     | Louis De Ridder François Franck Henri Louette André Poplimont Ferdinand Rudolph Paul Van den Broeck Carlos van den Driessche Philippe van Volckxsom Gaston van Volxem Victor Verschueren |
| Gruppenphase | Vereinigte Staaten (0:19) Vereinigtes Königreich (3:19) Frankreich (5:7) |
| Platzierung  | 7 |

### Eiskunstlauf
| Athleten                            | Pflicht | Pflicht | Kür    | Kür  | Punkte | Rang |
| Athleten                            | Punkte  | Rang    | Punkte | Rang | Punkte | Rang |
| ----------------------------------- | ------- | ------- | ------ | ---- | ------ | ---- |
| Herren                              |         |         |        |      |        |      |
| Frederic Mesot                      | 166,82  | 8       | 99,36  | 7    | 266,18 | 9    |
| Paarlauf                            |         |         |        |      |        |      |
| Gérardine Herbos / Georges Wagemans | -       | -       | -      | -    | 37     | 5    |

### Eisschnelllauf
| Athleten               | Wettbewerb | Zeit        | Rang    |
| ---------------------- | ---------- | ----------- | ------- |
| Männer                 |            |             |         |
| Louis De Ridder        | 500 Meter  | 52,8 s      | 19      |
| Louis De Ridder        | 1500 Meter | 3:01,8 min  | 19      |
| Louis De Ridder        | Mehrkampf  |             | Aufgabe |
| Marcel Moens           | 500 Meter  | 1:02,2 min  | 26      |
| Marcel Moens           | 1500 Meter | 3:16,8 min  | 21      |
| Marcel Moens           | 5000 Meter | 11:30,4 min | 21      |
| Marcel Moens           | Mehrkampf  |             | Aufgabe |
| Gaston Van Hazebroeck  | 500 Meter  | 55,8 s      | 22      |
| Gaston Van Hazebroeck  | 1500 Meter | 2:54,8 min  | 17      |
| Gaston Van Hazebroeck  | 5000 Meter | 10:13,8 min | 17      |
| Gaston Van Hazebroeck  | Mehrkampf  |             | Aufgabe |
| Philippe Van Volckxsom | 500 Meter  | 56,4 s      | 23      |
| Philippe Van Volckxsom | 1500 Meter | 3:14,6 min  | 20      |
| Philippe Van Volckxsom | Mehrkampf  |             | Aufgabe |